# ミントンズ・プレイハウス
ミントンズ・プレイハウス（英: Minton's Playhouse）は、アメリカ合衆国ニューヨークのハーレム地区、セシルホテル（西118丁目210番地）1階にあったジャズクラブバー。

## 概要
1938年にテナーサックス奏者ヘンリー・ミントンによって設立された。
プレイハウスでは1940年代初め、セロニアス・モンク、ケニー・クラーク、チャーリー・クリスチャン、チャーリー・パーカー、ディジー・ガレスピーといった新しい音楽の開拓者たちのジャムセッションが行われ、ビバップとして知られるモダン・ジャズの発展において大きな役割を果たしたことで知られている。
プレイハウスは30年にわたり成功をおさめたが、1960年代後半に衰退し最終的に1974年に閉店した。
30年以上シャッターが閉じられたままだったが、2006年5月29日、ミントンズ・プレイハウス・アップタウンラウンジの名で装いを変え再開した。しかしながら、この新しくなったクラブも2010年に閉鎖された。